# Герчаков, Евгений Аркадьевич
Евгений Аркадьевич Герчаков (род. 1949) — советский и российский актёр театра и кино. Народный артист России (2005).

## Биография
Родился 31 июля 1949 года в городе Находка, Приморского Края. Отец — Аркадий Ханович Герчаков (р. 1914) — морской офицер, капитан первого ранга, музыкант, мать — Идея Герчакова — драматическая актриса. Евгений Герчаков в 1972 году окончил факультет актёров театра музыкальной комедии музыкального училища имени Гнесиных (мастерская Л. Михайлова). Начал свою творческую карьеру драматического артиста в Центральном театре Советской Армии.
В 1982—1992 годах Евгений Герчаков играл на сцене театра «Эрмитаж», (был занят в пьесах по Г.Маркесу, А.Моравиа, Ю.Олеше, Г.Мопассану, Д.Хармсу, Ж.Оффенбаху).
В настоящее время с 1997 года служит  в  Московском «Театре Луны».

## Личная жизнь
- Первая жена — актриса Наталья Мордкович. Дочь — Ольга. Внучка Яна.
- Вторая жена — математик Маргарита. Сын — Лев. Внук Даниэль.
- Третья жена — менеджер крупной компании Оксана. Сын — Егор (2004).

## Творчество

### Роли в театре

#### Театр Луны
- «Губы». Режиссёр: Сергей Проханов — Бруно Кречмар
- «Лиромания». Режиссёр: Сергей Проханов — Король Лир
- «Таис сияющая». Режиссёр: Сергей Проханов — Аристотель
- «Дали и испанская королева из Казани». Режиссёр: Сергей Проханов — Дали[2]

#### Театр «У Никитских ворот» п/р Марка Розовского
- «История лошади» по повести Л. Н. Толстого «Холстомер». Режиссёр и автор инсценировки Марк Розовский — Холстомер[3][4]
- «Viva,Парфюм!». Режиссёр: Марк Розовский[5]

### Фильмография
| Год  |   | Название                                          | Роль                              |
| ---- | - | ------------------------------------------------- | --------------------------------- |
| 1976 | ф | Город с утра до полуночи                          | прохожий с животными              |
| 1976 | ф | Мама                                              | Баран                             |
| 1978 | ф | Стратегия риска                                   | Галимзян                          |
| 1978 | ф | По улицам комод водили                            | водитель трамвая                  |
| 1979 | ф | Камертон                                          | учитель физкультуры               |
| 1981 | ф | Отпуск за свой счёт                               | сотрудник отдела кадров           |
| 1981 | ф | Восточный дантист                                 | Маркар                            |
| 1983 | ф | Приключения маленького Мука                       | главный скороход                  |
| 1985 | ф | Хочу тебе сказать…                                | сосед                             |
| 1985 | ф | Сеанс Гипнотизёра                                 | проситель                         |
| 1985 | ф | Русь изначальная                                  | придворный Юстиниана              |
| 1985 | ф | Дороги Анны Фирлинг                               | солдат                            |
| 1988 | ф | Любовь к ближнему                                 | Хозяин                            |
| 1989 | ф | Не покидай                                        | эпизод (не указан в титрах)       |
| 1990 | ф | Такси-блюз                                        | лысый музыкант в такси            |
| 1990 | ф | Рок-н-ролл для принцесс                           | воспитатель                       |
| 1990 | ф | Попугай, говорящий на идиш                        | командир отряда                   |
| 1991 | ф | Стару-ха-рмса                                     | Старуха                           |
| 1991 | ф | След дождя                                        | сопровождающий Бергера иностранец |
| 1991 | ф | И возвращается ветер…                             | заключённый                       |
| 1991 | ф | Господня рыба                                     | Имя персонажа не указано          |
| 1991 | ф | Блуждающие звёзды                                 | Имя персонажа не указано          |
| 1992 | ф | Мушкетёры двадцать лет спустя                     | Ла Брюйер                         |
| 1995 | ф | Ширли-мырли                                       | директор оркестра / арфистка      |
| 1997 | с | Графиня де Монсоро (телесериал)                   | трактирщик мэтр Бономэ            |
| 1997 | ф | Вино из одуванчиков                               | Лео Ауфман                        |
| 1998 | ф | Любовь зла                                        | посол                             |
| 1999 | с | Что сказал покойник                               | Гвидо                             |
| 2001 | с | Курортный роман                                   | Ефим                              |
| 2007 | с | Бальзаковский возраст, или Все мужики сво…        | Гарри Петрович                    |
| 2008 | ф | Очень русский детектив                            | доктор                            |
| 2009 | с | Журов                                             | Корзун                            |
| 2009 | с | Участковая (7-я серия «Вор поневоле»)             | ювелир                            |
| 2010 | ф | Однажды в милиции                                 | психолог Лев Самуилыч Резник      |
| 2011 | ф | Нереальная история                                | Иван Грозный                      |
| 2013 | с | Папины дочки. Суперневесты                        | король Моравии, отец Иржи (410)   |
| 2013 | с | Пётр Лещенко. Всё, что было…                      | Антонеску                         |
| 2013 | ф | Трудно быть богом                                 | Будах                             |
| 2015 | с | Ералаш (выпуск № 302, сюжет «Ври, да знай меру…») | учитель математики                |
| 2017 | ф | Бабушка лёгкого поведения                         | дядя                              |
| 2019 | ф | Бабушка лёгкого поведения 2. Престарелые мстители | дядя                              |
| 2021 | ф | Прабабушка лёгкого поведения. Начало              | Роберт                            |

### Озвучивание мультфильмов
| Год  |    | Название             | Роль                     |
| ---- | -- | -------------------- | ------------------------ |
| 1989 | мф | Античная лирика      | (в титрах Г.Герчаков)    |
| 1990 | мф | Земляничный дождик   | Ворона                   |
| 1990 | мф | Бочка                | Имя персонажа не указано |
| 1991 | мф | Синица, роща и огонь | Имя персонажа не указано |
| 1991 | мф | После того, как...   | Имя персонажа не указано |
| 1992 | мф | Эй, на том берегу!   | Ворона                   |

## Награды
- 1991 — Заслуженный артист РСФСР.
- 1992 — Лауреат Приза за исполнение лучшей женской роли на фестивале «Киношок» в фильме «Стару-Ха-Рмса».
- 2005 — Народный артист России[1].